# Copa de Alemania 1971-72
La Copa de Alemania 1971-72 fue la 29.ª edición de la copa de fútbol anual de la Alemania Federal que se jugó del 4 de diciembre de 1971 al 1 de julio de 1972 y que contó con la participación de 32 equipos, siendo ésta la primera edición en la que se jugaron las rondas eliminatorias a ida y vuelta y no a partido único como se había hecho desde la primera edición de 1935, además de que se eliminaron los partidos de desempate y en caso de empate en el marcador global se va a tiempo extra y penales; aunque la final sí se mantiene a partido único en sede neutral.
El FC Schalke 04 venció en la final al 1. FC Kaiserslautern en el Niedersachsenstadion para ser campeón de la copa nacional por segunda ocasión.

## Primera Ronda
| Equipo 1             | Agr.        | Equipo 2                 | Ida | Vuelta |
| -------------------- | ----------- | ------------------------ | --- | ------ |
| FC St. Pauli         | 2-3         | Rot-Weiss Oberhausen     | 1-1 | 1-2    |
| Bayer 04 Leverkusen  | 2-7         | Borussia Mönchengladbach | 0-3 | 2-4    |
| SV Alsenborn         | 0-3         | Fortuna Dusseldorf       | 0-0 | 0-3    |
| Tasmania Berlin      | 2-4         | VfL Bochum               | 2-2 | 0-2    |
| VfR Heilbronn        | 1-5         | VfB Stuttgart            | 1-1 | 0-4    |
| Kickers Offenbach    | 1-4         | Borussia Dortmund        | 1-1 | 3-0    |
| FC Schalke 04        | 5-1         | Hertha BSC               | 3-1 | 2-0    |
| Holstein Kiel        | 6-11        | Hannover 96              | 5-4 | 1-7    |
| Freiburger FC        | 3-4         | Hamburger SV             | 1-2 | 2-2    |
| Essener FV 1912      | 1-14        | 1. FC Colonia            | 1-9 | 0-5    |
| Wuppertaler          | 5-5 (3-5 p) | 1. FC Kaiserslautern     | 2-1 | 2-3    |
| Fortuna Colonia      | 2-7         | FC Bayern Munich         | 2-1 | 0-6    |
| Arminia Bielefeld    | 2-4         | MSV Duisburg             | 1-1 | 1-3    |
| SpVgg Bad Pyrmont    | 1-10        | SV Werder Bremen         | 1-4 | 0-6    |
| Borussia Neunkirchen | 2-4         | Eintracht Braunschweig   | 2-4 | 0-0    |
| 1. FC Schweinfurt    | 2-6         | Eintracht Frankfurt      | 1-0 | 1-6    |

## Segunda Ronda
| Equipo 1                 | Agr. | Equipo 2             | Ida | Vuelta     |
| ------------------------ | ---- | -------------------- | --- | ---------- |
| Borussia Monchengladbach | 6-5  | Eintracht Frankfurt  | 4-2 | 2-3        |
| Hannover 96              | 4-2  | VfL Bochum           | 0-0 | 4-2        |
| SV Werder Bremen         | 4-3  | Hamburger SV         | 4-2 | 0-1        |
| Fortuna Dusseldorf       | 2-3  | FC Schalke 04        | 1-1 | 1-2        |
| VfB Stuttgart            | 0-2  | 1. FC Kaiserslautern | 4-3 | 1-3        |
| MSV Duisburg             | 2-3  | Rot-Weiss Oberhausen | 2-2 | 0-1        |
| Kickers Offenbach        | 3-5  | 1. FC Colonia        | 3-1 | 0-4        |
| Eintracht Braunschweig   | 1-3  | FC Bayern Munich     | 0-0 | 1-3 (t.e.) |

## Cuartos de final
| Equipo 1                 | Agr. | Equipo 2             | Ida | Vuelta     |
| ------------------------ | ---- | -------------------- | --- | ---------- |
| FC Bayern Munich         | 4-5  | 1. FC Colonia        | 3-0 | 1-5        |
| Borussia Monchengladbach | 2-3  | FC Schalke 04        | 2-2 | 0-1        |
| Rot-Weiss Oberhausen     | 3-6  | 1. FC Kaiserslautern | 3-1 | 0-5 (t.e.) |
| Hannover 96              | 1-4  | SV Werder Bremen     | 0-2 | 1-2        |

## Semifinales
| Equipo 1             | Agr.        | Equipo 2         | Ida | Vuelta |
| -------------------- | ----------- | ---------------- | --- | ------ |
| 1. FC Kaiserslautern | 4-2         | SV Werder Bremen | 2-1 | 2-1    |
| 1. FC Colonia        | 6-6 (5-6 p) | FC Schalke 04    | 4-1 | 2-5    |

## Final
| 1 de julio de 1972 | Schalke 04                                                       | 5–0     | 1. FC Kaiserslautern | Niedersachsenstadion, Hanover                        |                                                      |
|                    | H. Kremers 13' 82' · Scheer 32' · Lütkebohmert 57' · Fischer 66' | Reporte |                      | Asistencia: 61 000 espectadores Árbitro(s): Aldinger | Asistencia: 61 000 espectadores Árbitro(s): Aldinger |

| Schalke 04 | 1. FC Kaiserslautern |

| ARQ          |  | Norbert Nigbur       |
| DEF          |  | Hartmut Huhse        |
| DEF          |  | Rolf Rüssmann        |
| DEF          |  | Klaus Fichtel        |
| DEF          |  | Helmut Kremers       |
| MED          |  | Herbert Lütkebohmert |
| MED          |  | Heinz van Haaren     |
| MED          |  | Klaus Scheer         |
| DEL          |  | Reinhard Libuda      |
| DEL          |  | Klaus Fischer        |
| DEL          |  | Erwin Kremers        |
| Entrenador:  |  |                      |
| Ivica Horvat |  |                      |

| ARQ            |  | Josef Elting     |  |     |
| DEF            |  | Günther Reinders |  |     |
| DEF            |  | Dietmar Schwager |  |     |
| DEF            |  | Ernst Diehl      |  |     |
| DEF            |  | Fritz Fuchs      |  |     |
| MED            |  | Josef Pirrung    |  |     |
| MED            |  | Jürgen Friedrich |  |     |
| MED            |  | Hermann Bitz     |  |     |
| MED            |  | Idriz Hošić      |  | 55' |
| DEL            |  | Wolfgang Seel    |  |     |
| DEL            |  | Klaus Ackermann  |  |     |
| Substitutos:   |  |                  |  |     |
| DEL            |  | Karl-Heinz Vogt  |  | 55' |
| Entrenador:    |  |                  |  |     |
| Dietrich Weise |  |                  |  |     |